# Fahrradstadtplan
Ein Fahrradstadtplan, auch Radfahrer-Stadtplan, in der Schweiz Velostadtplan, ist ein Stadtplan, der für die besondere Zielgruppe Radfahrer wesentliche Informationen hervorhebt. Sie sind eine wesentliche Hilfe bei der Orientierung, da viele „normale“ Stadtpläne sich auf Orientierung von Autofahrern oder Fußgängern konzentrieren. Enthalten sind zum Beispiel:
- Kfz-arme Strecken,
- Straßen mit besonderen Arten der Radverkehrsführung, gegebenenfalls differenziert nach Belagsqualität,
- für Radfahrer in Gegenrichtung geöffnete Einbahnstraßen,
- die Führung von mit Wegweisung versehenen Routen und Radfernwegen,
- Angebote zum Fahrradparken an Zielen oder Bahnhöfen,
- Treppen und Schiebestrecken,
- besonders gefährliche Stellen,
- für Radfahrer verbotene Streckenabschnitte und Ähnliches,
- Serviceeinrichtungen für Fahrradverleih und Fahrradreparatur.

Fahrradstadtpläne gibt es etwa seit den 1970er Jahren in zahlreichen (Groß-)Städten in Deutschland und anderen Ländern. Sie wurden häufig bei der Erstauflage durch Fahrrad-Lobby-Gruppen initiiert. Vereinzelt werden sie oder spätere Auflagen von der jeweiligen Kommune mit herausgegeben.
Eine ähnliche Funktion übernehmen inzwischen entsprechende Kartendarstellungen im Internet, bei OpenStreetMap oder Radroutenplaner.